# Obština Sozopol
Obština Sozopol (bulharsky Община Созопол) je bulharská jednotka územní samosprávy v Burgaské oblasti. Leží ve východním Bulharsku u Černého moře na severním úpatí pohoří Strandža. Sídlem obštiny je město Sozopol, kromě něj zahrnuje obština 1 město a 10 vesnic. Žije zde přes 10 tisíc stálých obyvatel.

## Sídla
| - Atija - Černomorec - Gabăr - Indže Vojvoda | - Kruševec - Prisad - Ravadinovo - Ravna Gora | - Rosen - Sozopol (sídlo správy) - Văršilo - Zidarovo |

## Sousední obštiny
| Růžice kompasu | Kameno | Burgas          |           | Růžice kompasu |
| Růžice kompasu | Sredec | Sever           |           | Růžice kompasu |
| Růžice kompasu | Sredec | Obština Sozopol |           | Růžice kompasu |
| Růžice kompasu | Sredec | Jih             |           | Růžice kompasu |
| Růžice kompasu |        | Malko Tărnovo   | Primorsko | Růžice kompasu |

## Obyvatelstvo
V obštině žije 10 183 stálých obyvatel a včetně přechodně hlášených obyvatel 13 478. Podle sčítáni 1. února 2011 bylo národnostní složení následující:
- Bulhaři: 8 889 (79.4 %)
- Romové: 1 678 (15.0 %)
- Turci: 523 (4.7 %)
- ostatní: 112 (1.0 %)